# Llista de termes italians en música
La llista de termes italians en música és força llarga degut al domini que van exercir els músics italians durant els segles XVII i XVIII.

## Les raons històriques
Itlia va tenir un paper primordial en el desenvolupament de la música a Europa durant segles, especialment des del Renaixement i el Barroc. En canvi, en el Classicisme, els centres de gravetat de la música es desplaçaren a altres indrets del continent, però molts elements de l'estil italià –especialment en l'òpera- van mantenir la seva preeminència. Fou sobretot durant els segles xvii i xviii que els músics (sobretot els compositors) italians van dominar i controlar l'escena musical europea, amb la qual cosa van imposar la seva llengua en la terminologia musical. En aquells moments, l'italià era una mena de lingua franca dels músics i des de llavors la majoria de termes musicals de caràcter més tècnic s'han mantingut –en la majoria de llengües europees- en la seva forma original italiana. Altres termes ja no tan tècnics han quedat incorporats al lèxic de cada llengua (piano, violí, oratori ...) però tenen un origen italià evident.

## Llista de termes italians en música
A continuació hi ha un petit lèxic musical italià amb la traducció corresponent i, en alguns casos, el concepte que implica a la pràctica, si el significat no és del tot coincident.
| Terme italià               | Traducció                           | A la pràctica |  |
| A cappella                 | com en una capella                  | cant sense l'acompanyament d'instruments                                                                                            |  |
| A capriccio                | lliurement                          | |  |
| A piacere                  | a plaer                             | amb llibertat en l'execució del tempo                                                                                               |  |
| A tempo                    | a temps                             | retorn al tempo previ |  |
| Accelerando                | accelerant                          | |  |
| Accentuato                 | accentuat                           | |  |
| Acciaccatura               | appoggiature breu                   | |  |
| Acceso                     | inflamat                            | |  |
| Accompagnato               | acompanyat                          | lacompanyament ha de seguir el solista                                                                                              |  |
| Acuto                      | fort                                | |  |
| Ad libitum                 | lliurement                          | amb llibertat en l'execució del tempo (abreviació: ad.lib)                                                                          |  |
| Adagietto                  | força lent                          | una mica menys lent que adagio |  |
| Adagio                     | lent                                | menys lent que lento |  |
| Affabile                   | afable                              | |  |
| Affanoso ou Affanato       | angoixat                            | |  |
| Affettuoso                 | afectuós                            | |  |
| Affretando                 | apressant el tempo                  | |  |
| Affannato                  | angoixat                            | |  |
| Agitato                    | agitat                              | |  |
| Alcuni                     | algun(e)s                           | |  |
| Alla breve                 | a la blanca                         | portar la pulsació prenent com a unitat la blanca, a voltes la rodona                                                               |  |
| Alla marcia                | com una marxa                       | |  |
| Alla pollaca               | com una polonesa                    | |  |
| Alla tedesca               | a l'alemanya                        | en l'estil alemany |  |
| Alla zingarese             | a la zíngara                        | en l'estil zíngar |  |
| Allargando                 | allargant                           | alentint el tempo |  |
| Allegretto                 | força ràpid                         | una mica menys ràpid que allegro |  |
| Allegro                    | alegre                              | Força ràpid |  |
| Al segno                   | al signe                            | tornar a interpretar des del signe                                                                                                  |  |
| Altissimo                  | molt alt                            | |  |
| Amabile                    | imable                              | |  |
| Amoroso                    | amorós                              | |  |
| Andante                    | caminant                            | a un tempo moderat |  |
| Andantino                  | -                                   | una mica menys lent que andante |  |
| Animato                    | animat                              | a un tempo (més) animat |  |
| Aperto                     | obert                               | |  |
| Appassionato               | apassionat                          | interpretar-ho amb passió |  |
| Appogiato                  | recolzat                            | interpretar-ho emfasitzant |  |
| Appoggiatura               | -                                   | nota breu anteposada a la principal                                                                                                 |  |
| Arco                       | arc/arquet                          | interpretar utilitzant l'arc (en contraposició al Pizzicato que s'ha d0haver indicat abans)                                         |  |
| Ardito                     | hardi                               | ardit |  |
| Aria                       | ària                                | cant acompanyat d'instruments (a l'òpera i altres gèneres vocals acompanyats)                                                       |  |
| Arietta                    | petita ària                         | ària de durada breu |  |
| Arioso                     | quasi una ària                      | entre l'ària i el recitatiu |  |
| Arpeggio                   | com en l'arpa                       | tocar un acord interpretant una nota després de l'altra                                                                             |  |
| Assai                      | força, bastant                      | Reforça el sentit de la paraula que acompanya: ‘allegro assai' és més ràpid que ‘allegro'                                           |  |
| Attacca                    | ataca                               | començar la secció següent sense fer cap mena d'interrupció                                                                         |  |
| Aumentando                 | augmentant                          | augmentar progressivament el so |  |
| Ballabile                  | ballable                            | interpretar de manera que es pugui entendre bé el ritme i que es pogués ballar                                                      |  |
| Barbaro                    | com un bàrbar                       | Normalment, amb un cert desenfrè |  |
| Basso continuo             | baix continu                        | acompanyament greu amb els acords sobreentesos indicats amb xifres                                                                  |  |
| Basso ostinato             | baix obstinat                       | un baix de durada breu repetit sense interrupció mentre les altres veus fan melodies lliures o variacions                           |  |
| Battaglia                  | batalla                             | música que evoca els sons d'una batalla                                                                                             |  |
| Bel canto                  | cant bonic                          | estil d'òpera a Itàlia als segles xviii i xix                                                                                       |  |
| Bergamasca                 | A l'estil de Bèrgam                 | dansa pastoral |  |
| Bocca chiusa               | Boca closa                          | cantar amb la boca cantada, com fent una M                                                                                          |  |
| Brillante                  | brillant                            | |  |
| Bruscamente                | bruscament                          | |  |
| Burlando                   | burlant-se'n                        | |  |
| Burletta                   | farsa                               | es troba al es òperes còmiques italianes                                                                                            |  |
| Cabaletta                  | -                                   | A l'òpera italiana, segona part virtuosística d'una ària solista, sovint després d'una interrupció que la separa de la primera part |  |
| Cadenza                    | Cadància                            | passatge solista i virtuosístic abans del final d'un moviment                                                                       |  |
| Calando                    | minvant                             | disminuint progressivament el so i la velocitat                                                                                     |  |
| Caldamente                 | calorosament                        | |  |
| Cambiare                   | canviar                             | canviar dinstrument |  |
| Cantabile                  | cantable                            | com si ho cantessis |  |
| Canzone                    | cançó                               | peça instrumental de caràcter vocal                                                                                                 |  |
| Capriccioso                | capriciós                           | |  |
| Chiuso                     | tancat                              | tancar el pavelló d'un instrument de metall amb la mà                                                                               |  |
| Coda                       | cua                                 | un passatge al final d'una peça o d'un moviment la funció del qual és donar un bon acabament al moviment o a la peça                |  |
| Col l'arco                 | amb l'arc                           | tocar-ho amb l'arc (en contraposició al pizzicato)                                                                                  |  |
| Col legno                  | amb la fusta                        | tocar-ho amb l'arc però passant-lo al revés, fregant amb la fusta                                                                   |  |
| Coloratura                 | acoloriment                         | ornamentació àmplia d'una part vocal                                                                                                |  |
| Comodo                     | còmodament                          | a un tempo moderat |  |
| Comprimario                | amb el primer                       | rol d'acompanyant |  |
| Con affetto                | amb afecte                          | |  |
| Con allegrezza             | amb alegria                         | |  |
| Con anima                  | amb ànima                           | |  |
| Con amore                  | amb amor                            | |  |
| Con bravura                | amb bravesa                         | |  |
| Con brio                   | amb brillantor                      | tocar amb velocitat, amb so, amb esperit                                                                                            |  |
| Con calore                 | amb calor                           | |  |
| Con delicatezza            | amb delicadesa                      | |  |
| Con dolore                 | amb dolor                           | |  |
| Con espressione            | amb expressió                       | |  |
| Con fuoco                  | amb foc                             | ràpid i ardent |  |
| Con grazia                 | amb gràcia                          | |  |
| Con moto                   | amb moviment                        | al darrere d'un indicador de tempo, el reforça: allegro con moto és més ràpid que allegro                                           |  |
| Con spirito                | amb esperit                         | |  |
| Con tenerezza              | amb tendresa                        | |  |
| Concertino                 | petit concert                       | 1. grup de solistes en un concerto grosso                                                                                           |  |
| Concertino                 | petit concert                       | 2. un concert de reduïdes dimensions                                                                                                |  |
| Concertino                 | petit concert                       | 3. Primer violí d'una orquestra, amb uns rols específics                                                                            |  |
| Concerto grosso            | gran concert                        | forma del concert Barroc |  |
| Concerto                   | concert                             | Obra per a un instrument solista i orquestra                                                                                        |  |
| Continuo                   | baix continu                        | acompanyament greu amb els acords sobreentesos indicats amb xifres                                                                  |  |
| Coperti                    | cobert                              | cobrir un tambor amb un drap |  |
| Crescendo                  | creixent                            | augmentant progressivament el volum del so                                                                                          |  |
| Da Capo                    | des del principi                    | tornar-ho a tocar des del començament (sovint sense repeticions, si n'hi ha) (abr. DC)                                              |  |
| Dal Segno                  | des del signe                       | recomençar a partir del signe |  |
| Deciso                     | decidit                             | |  |
| Decrescendo                | decreixent                          | interpretar disminuint progressivament el volum del so                                                                              |  |
| Delicato                   | delicat                             | |  |
| Diminuendo                 | disminuint                          | interpretar disminuint progressivament el volum del so                                                                              |  |
| Disperato                  | desesperat                          | |  |
| Divisi                     | dividit                             | els instruments iguals d'una orquestra (per exemple, els violoncels) s'han de dividir en dos grups i interpretar coses diferents    |  |
| Dolce                      | dolç                                | |  |
| Dolcissimo                 | molt dolç                           | |  |
| Doloroso                   | dolorosament                        | |  |
| Doppio (movimento)         | el doble de ràpid                   | |  |
| Drammatico                 | dramàtic                            | |  |
| Due corde                  | Dues cordes                         | tocar lleugerament el pedal del piano perquè només sonin dues cordes en lloc de tres                                                |  |
| Energico                   | enèrgic                             | |  |
| Expressivo                 | expressiu                           | |  |
| Forte                      | fort                                | tocar fort (indicat amb ƒ a la partitura)                                                                                           |  |
| Forte piano                | fort seguit de fluix                | |  |
| Forte subito               | fort de sobte                       | |  |
| Fortissimo                 | molt fort                           | interpretar-ho molt for (indicat amb ƒƒa la partitura)                                                                              |  |
| Fortississimo              | extremadament fort                  | (indicat amb ƒƒƒ a la partitura, a voltes ƒƒƒƒ)                                                                                     |  |
| Fuocoso                    | inflamat                            | |  |
| Furioso                    | furiós                              | |  |
| Garbato                    | amb gràcia                          | |  |
| Giocoso                    | enjogassat                          | |  |
| Glissando                  | lliscant                            | lliscant d'una nota a l'altra, com fent una sirena                                                                                  |  |
| Grazioso                   | graciós                             | |  |
| Grave                      | greu, seriós                        | molt lent |  |
| Imperioso                  | imperiós                            | |  |
| Intermezzo                 | intermedi                           | |  |
| Istesso tempo              | el mateix temps                     | a la mateix velocitat (que abans)                                                                                                   |  |
| Lagrimoso                  | plorant                             | |  |
| Largamente                 | llargament                          | |  |
| Larghetto                  | quasi largo                         | una mica menys lent que largo |  |
| Largo                      | llarg                               | lent, ample, greu |  |
| Legatissimo                | molt lligat                         | interpretar-ho sense deixar cap interrupció entre les notes                                                                         |  |
| Legato                     | lligat                              | interpretar-ho sense interrupció entre les notes                                                                                    |  |
| Leggiero                   | lleuger                             | |  |
| Legno                      | -                                   | la fusta de l'arquet |  |
| Lento                      | lent                                | lentament |  |
| Lusingando                 | acaronant                           | |  |
| Ma non tanto               | però no tant                        | |  |
| Ma non troppo              | però no gaire                       | aplicat a un indicador de tempo tendeix a minvar-ne l'efecte                                                                        |  |
| Maestoso                   | majestuós                           | |  |
| Malinconico                | melancòlic                          | |  |
| Marcato                    | marcat                              | |  |
| Martellato                 | martellejat                         | tocar-ho amb petits cops dels dits o de l'arc                                                                                       |  |
| Meno                       | menys                               | |  |
| Meno vivo                  | menys viu                           | menys de pressa |  |
| Mesto                      | trist                               | |  |
| Mezza voce                 | a mitja veu                         | |  |
| Mezzo forte                | moderadament fort                   | |  |
| Mezzo piano                | moderadament dolç                   | |  |
| Moderato                   | moderat                             | |  |
| Molto                      | molt                                | |  |
| Morendo                    | morint                              | disminuint molt el volum i la velocitat                                                                                             |  |
| Nobile                     | noble                               | |  |
| Opera buffa                | opera còmica                        | |  |
| Opera seria                | opera seriosa                       | més aviat un drama |  |
| Opera                      | Obra                                | una obra de teatre cantada, amb instruments                                                                                         |  |
| Ostinato                   | Obstinat                            | repetició insistent d'un petit grup de notes                                                                                        |  |
| Pacato                     | tranquil·litzat                     | |  |
| Patetico                   | patètic                             | |  |
| Perdendosi                 | deixant perdre el so                | |  |
| Pesante                    | pesant                              | |  |
| Piagendo                   | planyent-se                         | |  |
| Pianissimo                 | molt fluix                          | (indicat amb pp a la partitura) |  |
| Pianissimo quanto possible | el més fluix possible               | (indicat amb ppp a la partitura, a voltes pppp)                                                                                     |  |
| Piano                      | fluix                               | (indicat amb p a la partitura) |  |
| Piano subito               | fluix de sobte                      | |  |
| Pichiettato                | picat i lleuger                     | |  |
| Più                        | més                                 | |  |
| Più mosso                  | més animat                          | |  |
| Più moto                   | més mogut                           | |  |
| Pizzicato                  | pessigar o pinçar o polsar la corda | |  |
| Poco                       | poc                                 | |  |
| Poco a poco                | poc a poc                           | |  |
| Pomposo                    | amb pompa                           | |  |
| Ponticello                 | pont (del violí, etc.)              | |  |
| Portamento                 | lliscant duna nota a l'altra        | tocar o cantar com fent una sirena                                                                                                  |  |
| Prestissimo                | molt ràpid                          | |  |
| Presto                     | molt ràpid                          | |  |
| Prima donna                | primera dona                        | la veu femenina més important dins d'una òpera                                                                                      |  |
| Quasi                      | quasi                               | |  |
| Quieto                     | calmat tranquil                     | |  |
| Rallentando                | alentint                            | |  |
| Religioso                  | religiós                            | |  |
| Rinforzando                | reforçant de cop el so              | |  |
| Ripieno                    | farciment                           | tutti o grup gran, oposat al concertino en un concerto grosso                                                                       |  |
| Risoluto                   | resolt                              | decidit |  |
| Ritardando                 | retardant                           | alentint, més que no pas Ritenuto                                                                                                   |  |
| Ritenente                  | retenint                            | cf. Ritenuto |  |
| Ritenuto                   | retenant                            | alentint, menys que no pas Ritardando                                                                                               |  |
| Rubato                     | robat                               | escurçar una mica cada una de les notes, robant-los temps a cada una.                                                               |  |
| Rustico                    | camperol                            | |  |
| Scherzando                 | jugant                              | |  |
| Scherzo                    | joc                                 | |  |
| Scordatura                 | desafinació                         | cnaviar l'afinació d'una o més cordes d'un instrument                                                                               |  |
| Semplice                   | simple                              | |  |
| Sempre                     | sempre                              | |  |
| Sentito                    | sentit                              | sentint el que s'interpreta |  |
| Senza tempo                | sense tempo                         | sense fer cas de la indicació de tempo                                                                                              |  |
| Sfogato                    | desfogat                            | |  |
| Sforzando                  | reforçant el so de cop              | |  |
| Slargando                  | allargassant                        | |  |
| Smorzando                  | fonent-se                           | interpretar fent minvar el so i la velocitat                                                                                        |  |
| Sonata                     | sonada                              | una composició per ser tocada amb determinats instruments, o en forma musicalforma de sonata                                        |  |
| Sostenuto                  | sostingut                           | |  |
| Sotto voce                 | murmurat                            | |  |
| Spianato                   | anivellat                           | |  |
| Spiccato                   | saltat détaché, sautillé            | tocar-ho desenganxat, com fent salts entre nota i nota                                                                              |  |
| Staccato                   | destacat, separat                   | |  |
| Staccatissimo              | molt separat                        | amb notes molt breus i separades entre elles                                                                                        |  |
| Stretto                    | apressat                            | |  |
| Stringendo                 | apressant-se                        | |  |
| Sul ponticello             | sobre el pont (del violí, etc.)     | passar l'arc el més prop possible del pont                                                                                          |  |
| Tasto (sul)                | sobre la tecla                      | |  |
| Tempo                      | temps, moviment                     | |  |
| Tempo frettoloso           | moviment amb corredisses            | |  |
| Tempo giusto               | moviment exacte                     | |  |
| Tempo ordinario            | moviment normal                     | |  |
| Tempo primo                | moviment primer                     | tornar a la velocitat anterior o primera                                                                                            |  |
| Tenando                    | mantenint                           | |  |
| Teneramente                | tendrament                          | |  |
| Tenuto                     | mantingut                           | interpretar-ho mantenint el so de les notes en tota llur durada                                                                     |  |
| Toccata                    | tocada                              | peça per ser tocada amb determinats instruments                                                                                     |  |
| Tranquillo                 | tranquil                            | |  |
| Tremendo                   | terrible                            | |  |
| Tristamente                | tristament                          | |  |
| Tutta forza                | amb tota la força                   | tan fort com sigui possible |  |
| Tutte le corde             | totes les cordes                    | |  |
| Tutti                      | tots                                | tots els instruments de l'orquestra                                                                                                 |  |
| Un poco forte              | una mica fort                       | |  |
| Un poco piano              | una mica fluix                      | |  |
| Una corda                  | una corda                           | tocar al piano pitjant el pedal per tal que només soni una corda a cada tecla                                                       |  |
| Vezzoso                    | graciós                             | |  |
| Vigoroso                   | vigorosament                        | |  |
| Vivace                     | viu                                 | |  |
| Vivacissimo                | extremadament viu                   | |  |